# Moucha II
Moucha II (v původním anglickém znění The Fly II) je americký filmový horor s prvky sci-fi z roku 1989, který režíroval Chris Walas, autor masek v prvním dílu Moucha.
V hlavních rolích se představili Eric Stoltz, Daphne Zuniga a Lee Richardson. Jde o sequel filmu Moucha z roku 1986. Objeví se zde i John Getz, jenž hraje bývalého Brundleova rivala Stathise Boranse.

## Obsazení
| Eric Stoltz     | Martin Brundle - syn Setha Brundlea, jenž je vychováván v laboratořích Bartok Industries. |
| Daphne Zuniga   | Beth Loganová - zaměstnankyně Bartok Industries, sblíží se s Martinem Brundlem.           |
| Lee Richardson  | Antonius Bartok - ředitel Bartok Industries.                                              |
| Garry Chalk     | Scorby - velitel ochranky.                                                                |
| Frank Turner    | Shepard                                                                                   |
| Jerry Wasserman | Simms - jeden z vědců, kteří sledují Martinův zdravotní stav.                             |
| Ann Marie Lee   | dr. Jainwayová - nerudná doktorka, která sleduje Martinův stav při jeho dospívání.        |
| John Getz       | Stathis Borans - bývalý rival Martinova otce Setha, který přežil jeho útok.               |

## Děj
V úvodu filmu se pod dohledem pana Bartoka narodí Veronice syn Martin, kterého měla se Sethem Brundlem, geniálním vědcem z předešlého filmu Moucha, jenž dělal pokusy s teleportací. Pan Bartok jeho výzkum financoval a má zájem na převedení technologie do praxe. Veronica při porodu umírá. Malý Martin se stává pokusným králíkem, jeho zdravotní stav je pečlivě kontrolován vědci z laboratoří. Oni i Bartok ví, co se bude s Martinem dít, ale záměrně to před ním drží v tajnosti. Bartok se snaží působit v roli otce, jednou Martinovi ukáže trik a řekne mu, že si musí vymyslet heslo, aby udržel tajemství, které se nesmí nikdo dozvědět. Martin díky svým specifickým genům rychle roste a je velmi inteligentní. Ve věku 5 let dosáhne prahu dospělosti. Bartok mu věnuje vlastní byt, kde bude mít soukromí a nikdo mu do něj nebude zasahovat. Nabídne mu práci - může pokračovat ve výzkumu svého otce. Vědci totiž nedokáží přijít na správný způsob teleportace, výsledky jsou vždy špatné. Martin souhlasí a nabídku přijímá.
Martin je plachý, přesto se seznámí s Beth Loganovou, sympatickou dívkou, která pracuje na noční směně v laboratoři. Postupně se mu daří proniknout do tajů teleportace a podaří se mu zdárně teleportovat živé kotě. Také zjišťuje, že Bartok nemluví vždy pravdu. Objeví totiž svého oblíbeného psa z dětství, jenž při pokusech utrpěl značné deformace. Bartok tvrdil, že pes už nežije, ale Martin jej objeví v izolované zóně, kam pronikne i přes zákaz vstupu. Postupně přestane svému patronovi důvěřovat, když zjistí jeho pravé motivy (profit z Martinovy genetické výjimečnosti). Odhalí rovněž metodu, jak zvrátit svou hmyzí podstatu. Musel by se teleportovat společně s živým člověkem: proces by očistil jeho geny, ale z druhé teleportované osoby by udělal nepodařenou mutaci.
Postupem času se začnou ozývat Martinovy geny, nastává jeho přeměna. Když tedy zjistí pravé motivy Bartoka, jenž čeká na jeho přeměnu v obrovský hmyz, rozhodne se společně s Beth utéci. Bartok nemůže používat Martinem opravený a již správně fungující program, neboť ten zahesloval počítač. Na útěku Martin s Beth kontaktují Stathise Boranse, jenž mu potvrdí správnost jeho úvahy - jedinou jeho šancí, jak zastavit nastupující přeměnu je použití telepodů. Věnuje jim svůj jeep, aby mohli svým pronásledovatelům ztížit pátrání. V noci zastaví v motelu, kde se Martin dostane do pokročilé fáze přeměny a vyděšená Beth zavolá Bartokovi. Martin se zamotá do kokonu a je dopraven do laboratoří. Ještě předtím odmítne prozradit Bartokovi heslo. Ten jej poté vyžaduje po Beth Loganové, ale ani ona jej nezná.
Martin, respektive hmyzí kreatura, ve kterou se proměnil, se osvobodí ze zámotku a začne se mstít za léta pokusů a přetvářky. Zabije doktorku Jainwayovou a doktora Simmse. Ačkoli se nezdráhá nelítostně odstranit členy ochranky vyslané na jeho zadržení (pozvracení obličeje leptavými tekutinami apod.), zůstalo v něm něco z lidské podstaty. To se projeví, když ušetří rotvajlera, který jej má vystopovat. Nakonec zabije i velitele ochranky Scorbyho a dostane se do laboratoře s telepody, kde se Bartok zabarikádoval s Beth. 
Chytne Bartoka a jeho rukou zadá do počítače tajné heslo, které znělo „Dad“ („táta“). Vtáhne Bartoka do telepodu č. 1 a dá signál Beth Loganové, aby spustila sekvenci. Po přenosu je obnovena Martinova lidská podoba a Bartok se promění ve zmutovanou kreaturu. Konec filmu vyznívá ironicky: Bartok je držen při životě, v závěrečné scéně se plazí k misce s kašovitou stravou v kotci, kde dříve končily oběti nepodařených pokusů. Na okraji misky sedí moucha.

## Citáty
"Brundle mi přebral dívku, tvoji matku, udělal jí dítě, zavinil její smrt a ve finále mi rozleptal nohu a ruku mušími zvratky, nemám důvod ho nějak zvlášť milovat. Byl to hmyz." (Stathis Borans)